# Beisheim Center
Le Beisheim Center est un ensemble de bâtiments sur la Potsdamer Platz dans le quartier de Berlin-Tiergarten, à Berlin en Allemagne. Le chantier se termine le 10 janvier 2004, achevant le développement de la Potsdamer Platz et le plus grand projet de réaménagement urbain de Berlin à l'époque moderne.

## Description et situation
Sa hauteur est de 70 mètres, 82 mètres en comptant la pointe métallique du toit. Sa construction a été financée par l'homme d'affaires et industriel Otto Beisheim pour un montant de 463 millions d'euros.
Outre les hôtels The Ritz-Carlton Berlin et Berlin Marriott International, l'ensemble immobilier situé sur le Lenné-Dreieck (une zone triangulaire située entre les rues Lennéstraße, Bellevuestraße und Ebertstraße) comprend un immeuble de bureaux sur la rue Ebertstraße, un autre immeuble de bureaux sur la voie privée Berliner Freiheit, ainsi que les Tower Apartments au-dessus du Ritz-Carlton et les Parkside Apartments sur le parc Henriette-Herz-Park.
L'architecture est basée sur le concept de la « ville dense » avec des formes claires et une fonctionnalité moderne en pierre. À l'exception du bâtiment principal, tous les bâtiments ont une hauteur d'avant-toit uniforme de 35 mètres.
The Tower Apartments, l'hôtel The Ritz-Carlton Berlin et l'immeuble de bureaux Berliner Freiheit 2 ont été conçus par les architectes  Hilmer & Sattler und Albrecht. Leur design fait référence aux immeubles de bureaux et premiers gratte-ciel de l'école de Chicago, tout comme la Kollhoff-Tower à proximité.
Les Parkside Apartments sont de David Chipperfield Architects, et perpétuent la tradition du « Berlin de pierre ». Des modèles tels que Le Corbusier et le Bauhaus sont identifiables. Le bureau d'architecture de Bernd Albers a conçu le Marriott-Hotel. À l'intérieur se trouve un atrium imposant autour duquel les chambres et les suites sont disposées. L'immeuble de bureaux au n°2 de la Ebertstraße 2 est conçu par le cabinet d'architecture Modersohn & Freiesleben.

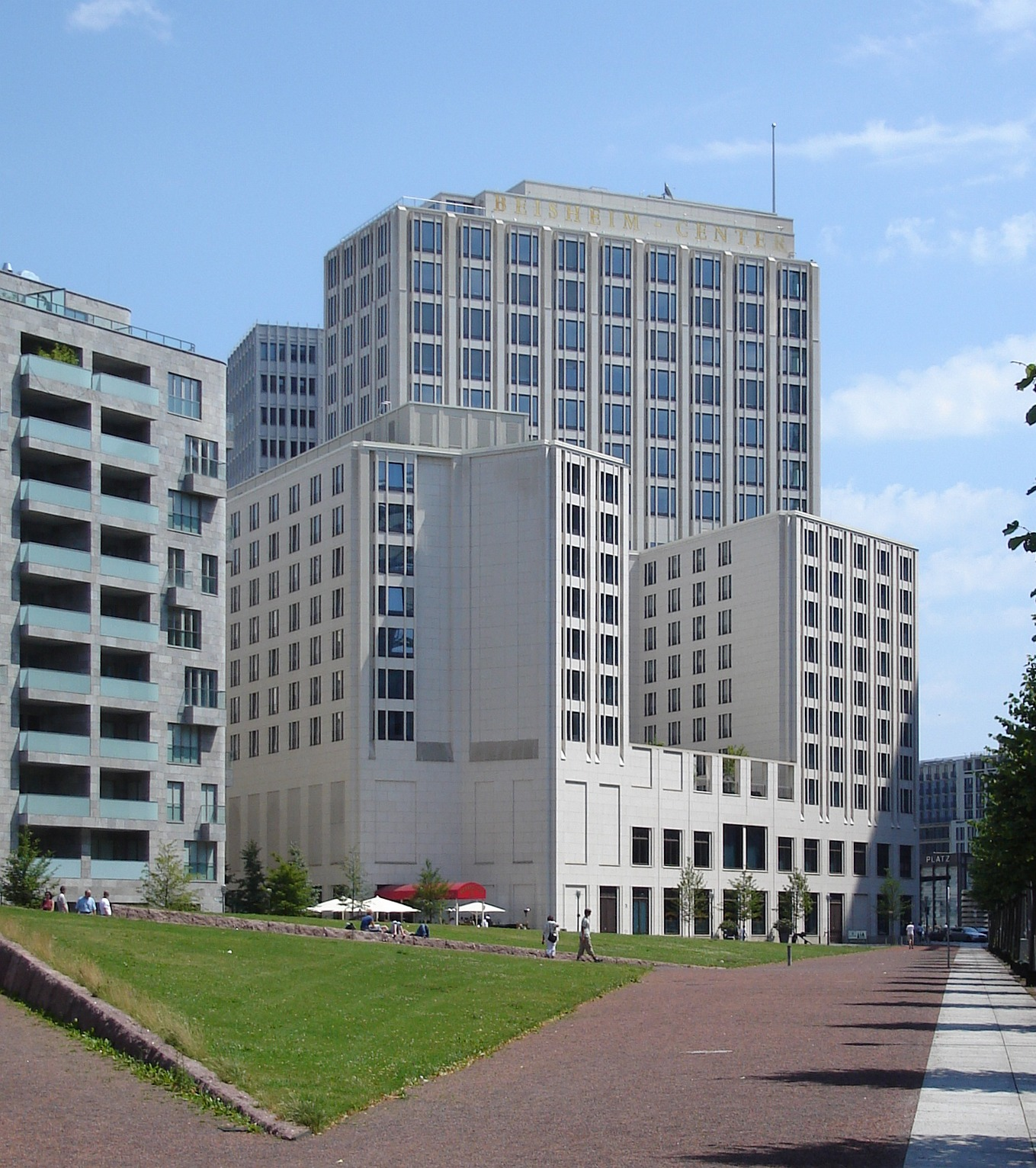
Vue arrière.
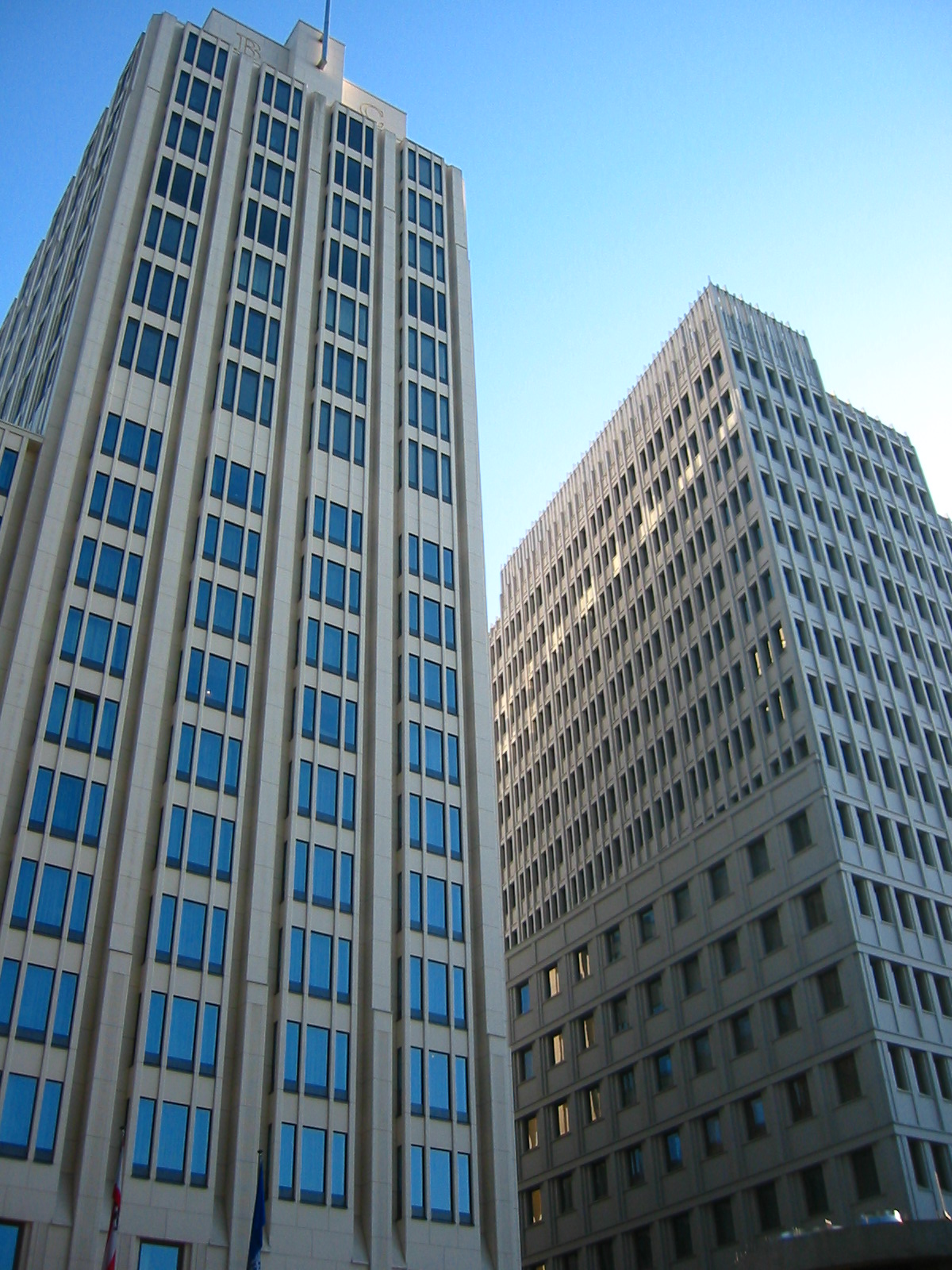
Façade.
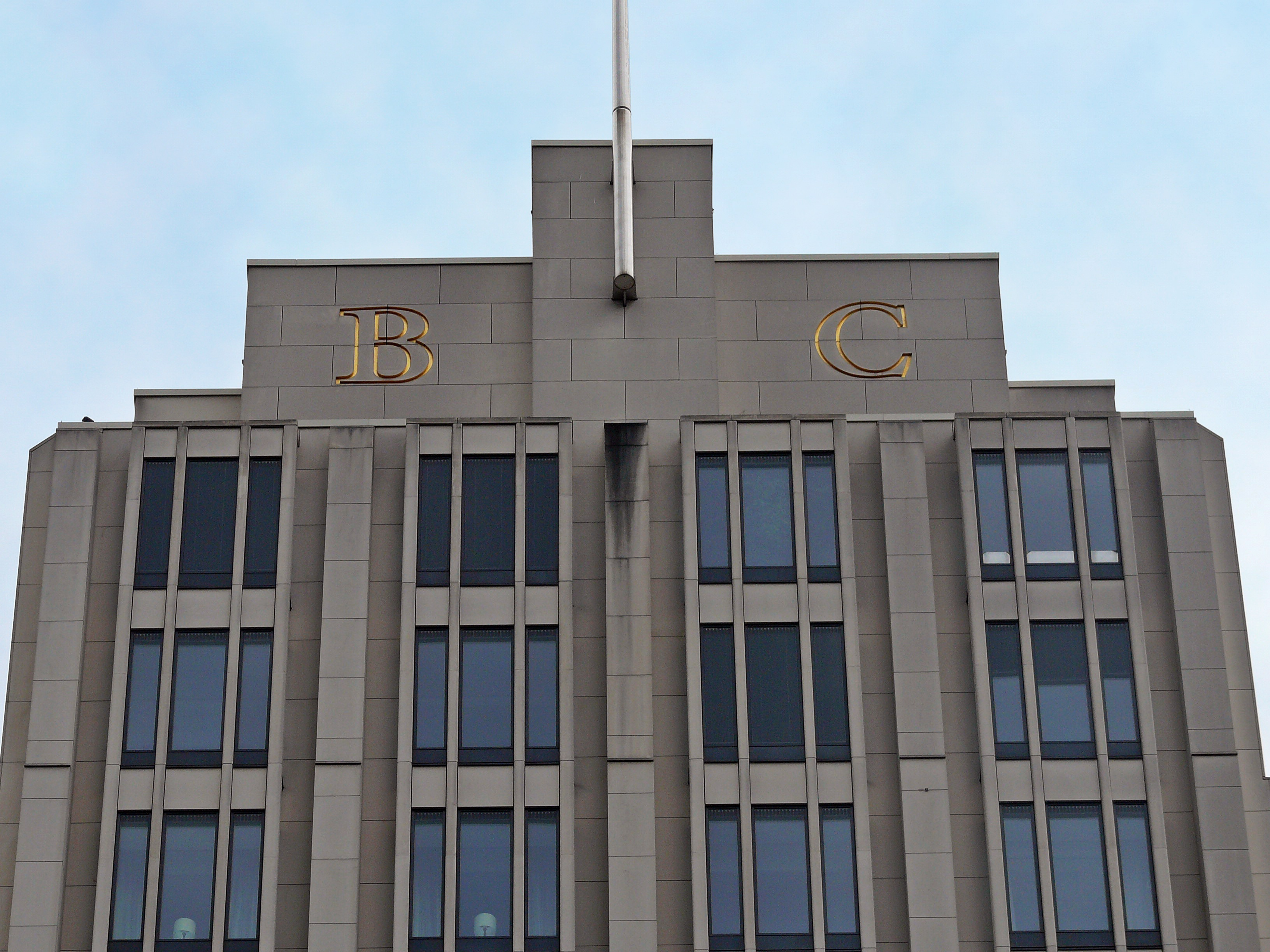
Haut de la façade.